# Anancylus basalis
Anancylus basalis är en skalbaggsart som beskrevs av Charles Joseph Gahan 1906. Anancylus basalis ingår i släktet Anancylus och familjen långhorningar. Inga underarter finns listade i Catalogue of Life.